# Pamphagodidae
Famille
Synonymes
- Charilaidae Dirsh, 1953

Les Pamphagodidae sont une famille d'insectes orthoptères.

## Distribution
Les espèces de cette famille se rencontrent en Afrique australe et au Maroc.

## Liste des genres
Selon Orthoptera Species File (21 juillet 2018) :
- Charilaus Stål, 1875
- Hemicharilaus Dirsh, 1953
- Pamphagodes Bolívar, 1878
- Paracharilaus Dirsh, 1961

## Publication originale
- Bolívar, 1884 : Monografía de los pirgomorfinos. Anales de la Sociedad Española de Historia Natural, vol. 13, p. 1-73 & 418-500.